# Långstjärtstyrann
Långstjärtstyrann (Colonia colonus) är en fågel i familjen tyranner inom ordningen tättingar.

## Utseende och läte
Långstjärtstyrannen är en rätt liten tyrann som gör skäl för sitt namn, med mycket förlängda centrala stjärtpennor, längre hos hanen än honan. Fjäderdräkten i övrigt är också unik, helsvart med vitt på ryggen och i ett ögonbrynsstreck. Lätet består av en stigande vissling.

## Utbredning och systematik
Långstjärtstyrann placeras som enda art i släktet Colonia. Den delas in i fem underarter:
- Colonia colonus leuconota – förekommer från sydöstra Honduras och östra Nicaragua till västra Colombia och västra Ecuador
- Colonia colonus fuscicapillus – förekommer i östra Anderna i Colombia, norra Ecuador och nordöstligaste Peru
- Colonia colonus poecilonota – förekommer i sydöstra Venezuela (östra Bolivar) och Guyana
- Colonia colonus niveiceps – förekommer i sydöstra Ecuador, Peru (San Martín till norra Puno) och norra Bolivia
- Colonia colonus colonus – förekommer i centrala och östra Brasilien (södra Maranhão) till östra Paraguay och nordöstra Argentina

## Levnadssätt
Långstjärtstyrannen hittas i gläntor, öppna miljöer och skogsbryn. Där ses den vanligen sitta väl synligt.

## Status
Arten har ett stort utbredningsområde och beståndet anses stabilt. Internationella naturvårdsunionen IUCN listar den därför som livskraftig (LC). Beståndet uppskattas till i storleksordningen fem till 50 miljoner vuxna individer.

## Bilder

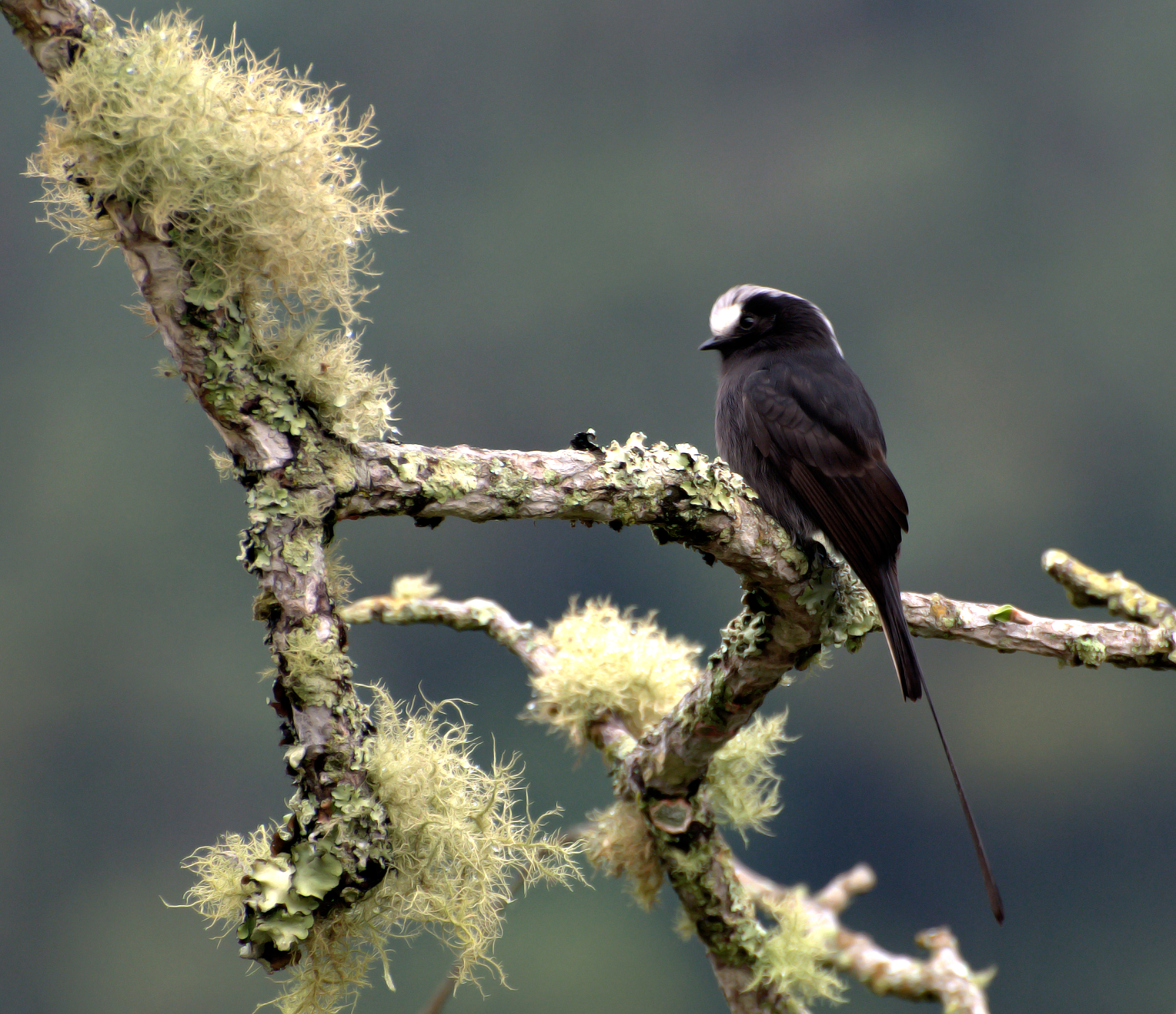
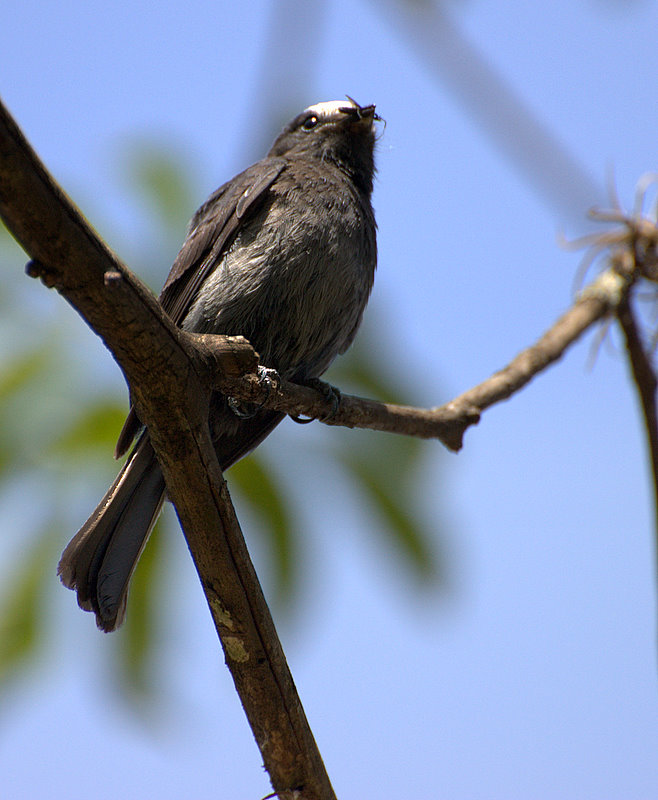
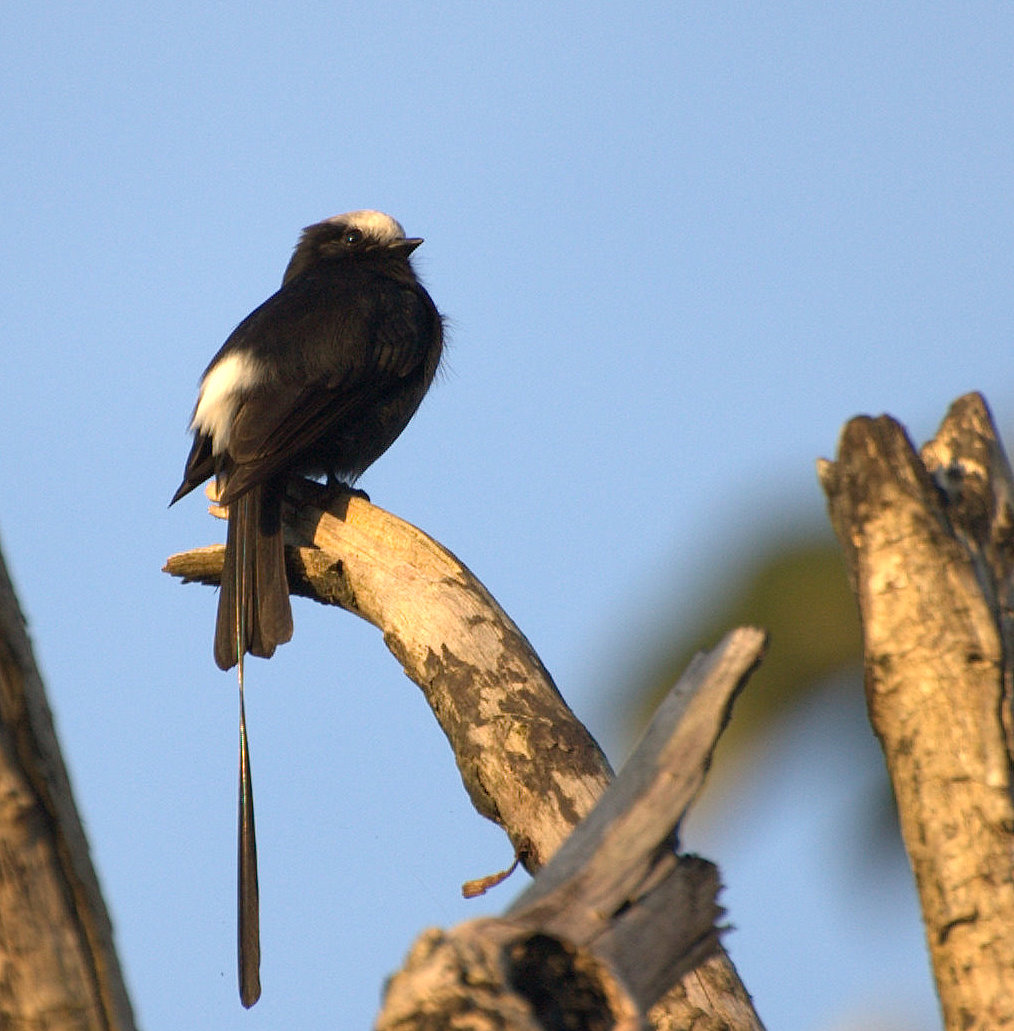